# Calma (Remix)
Calma (Remix) è un singolo dei cantanti portoricani Pedro Capó e Farruko, pubblicato il 5 ottobre 2018.

## Descrizione
Il singolo è una nuova versione del brano omonimo di Pedro Capó dello stesso anno.

## Video musicale
Per questa versione è stato realizzato un secondo videoclip, pubblicato il 4 ottobre 2018.

## Successo commerciale
In Italia è stato il 4º singolo più trasmesso dalle radio nel 2019.

## Classifiche
| Classifica (2020) | Posizione massima |
| ----------------- | ----------------- |
| Perù              | 157               |